# Бельбекский каньон
Бельбе́кский каньо́н (Бельбекские или Албатские Ворота; укр. Бельбекський каньйон, крымскотат. Belbek boğazı, Бельбек богъазы) — участок сужения долины крымской реки Бельбек между посёлком Куйбышево и селом Танковое, где река пересекает Внутреннюю гряду Крымских гор. Длина каньона — 5 км, высота бортов 65-70 м, ширина в наиболее узком месте — 300 м. Каньон образовался благодаря водной эрозии, происходившей в глубокой трещине в меловых известняках и мергелях куэсты Внутренней гряды Крымских гор.

Формы выветривания на склонах Бельбекского каньона

Бельбекский каньон имеет важное научное значение. Его естественный геологический разрез служит для изучения стратиграфии верхнего мела и нижнего палеогена Крыма. Размытые рекой, обнажены верхнемеловые и палеогеновые породы. Вниз по течению реки хорошо прослеживаются отложения туронского (белые известняки и мергели) и датского (серые известняки и песчаники с характерной фауной) верхнемеловых ярусов, далее выходят известняки монского, мергели и песчаники танетского палеоценовых ярусов, а также глины нижнего эоцена. Весь разрез характеризуется большим количеством ископаемой фауны.

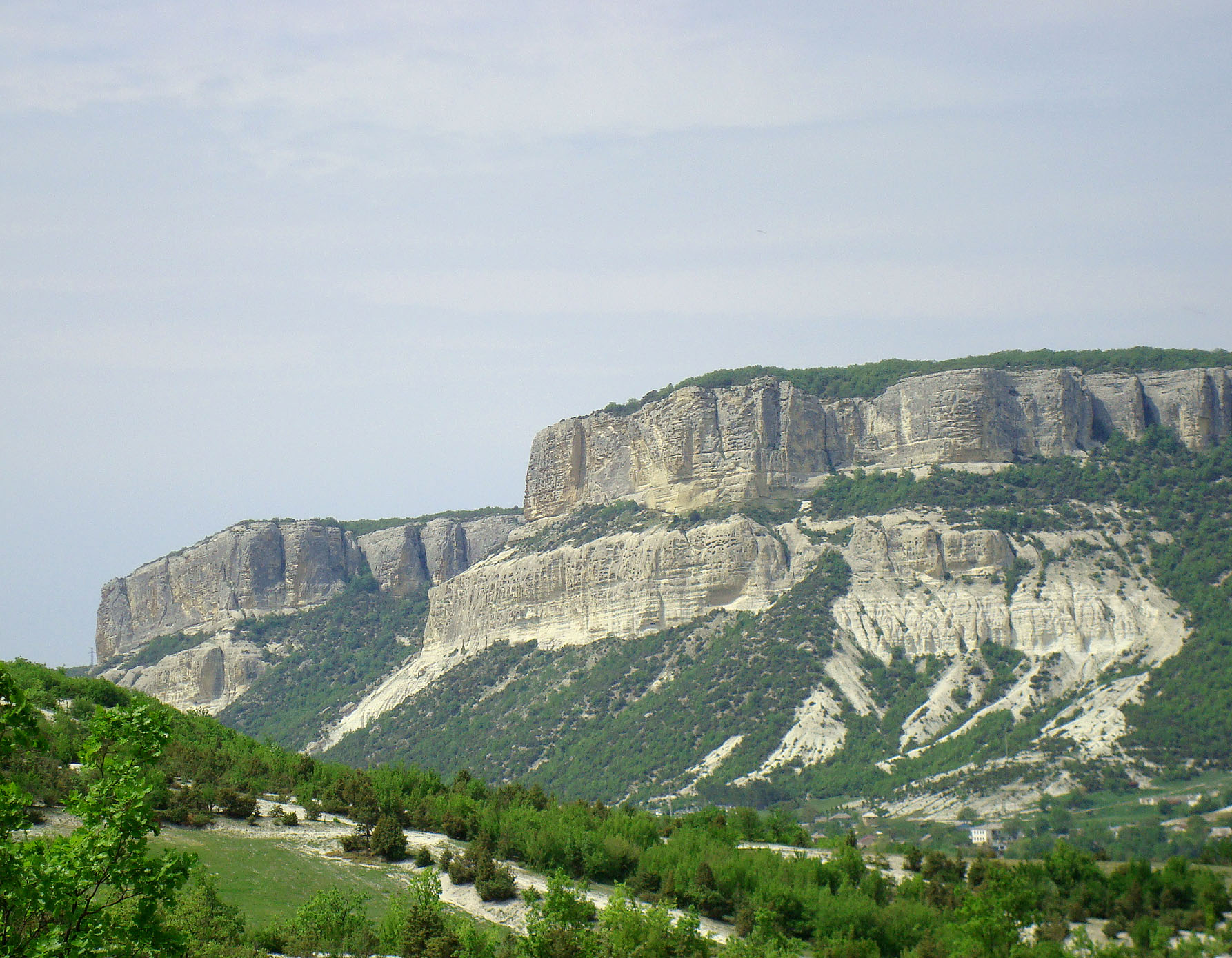
Бельбекский каньон со стороны п. Куйбышево

На склонах каньона растут скальный и пушистый дубы, грабинники, кизил, шиповник, держидерево. На одном из юго-западных склонов (левый берег Бельбека) находится реликтовая Бельбекская тисовая роща из 2000 деревьев, которая решением Крымского облисполкома в 1980 году объявлена заповедным объектом местного значения.
В 1975 году Постановлением Совета министров УССР Бельбекский каньон был объявлен памятником природы общегосударственного значения.